# 박대원 (1991년)
박대원(1991년 8월 2일 ~ )은 대한민국의 배우이다.

## 학력
- 서일대학교 영화방송과

## 출연작

### 영화
- 《보이스비》 (2020년) - 현태학교 학생 2 역
- 《그대 이름은 장미》 (2019년) - 우성친구 1 역
- 《오빠생각》 (2016년) - 상렬 소대원 / 병사 6 역

### 드라마
- 《시간이 멈추는 그때》 (2018년, KBSW) - 광복 역
- 《두번째 스무살》 (2015년, tvN) - 대학생 역
- 《닥터 프로스트》 (2014년, OCN) - 노진수 역
- 《적도의 남자》 (2012년, KBS2) - 반친구 역
- 《프로포즈 대작전》 (2012년, TV조선) - 연극부 선배 역
- 《천상의 화원 곰배령》 (2011년, 채널A) - 원재 역
- 《포세이돈》 (2011년, KBS2) - 최희곤 역
- 《짝패》 (2011년, MBC) - 진득 어린시절 역
- 《나는 전설이다》 (2010년, SBS) - 증인 역
- 《보석비빔밥》 (2009년, MBC) - 이진욱 역
- 《별순검 시즌1》 (2007년, MBC 드라마넷) - 아들 역